# Николаев, Степан Степанович
Степан Степанович Николаев (1789—1849) — генерал-лейтенант, участник Наполеоновских войн и Кавказской войны, наказной атаман Кавказского линейного казачьего войска (1837—1849).

## Биография
Родился в 1789 году и происходил из обер-офицерских детей Донского казачьего войска; его отец был сотником и черкасским казаком станицы Скородумовской. В службу Николаев вступил в 1803 году рядовым казаком, в том же году произведён в урядники.
В 1809 году находился на службе в Санкт-Петербурге, а с 1810 года назначен в состав войск, которым была поручена оборона берегов Финского залива. В 1811 году Николаев был произведён в корнеты.
С 1812 года началась его боевая деятельность: в этом году он принимал участие в сражениях против французов при городе Троках, под Вильной, в самой Вильне, производя со своим отрядом постоянные атаки на неприятельскую кавалерию; затем в битвах при Свенцянах, под Витебском и Смоленском и в Бородинском сражении. Назначенный состоять при генерал-лейтенанте графе Орлове-Денисове, Николаев командовал аванпостами русской армии и отличился в сражениях при деревнях Чирикове, Тарутине, Вороновой близ Вязьмы и других многочисленных кавалерийских стычках и сражениях. Он принимал близкое участие в совершенном истреблении двух неприятельских кавалерийских полков, шедших из Замостья к Ляхову, и взятии в плен генерала Ожеро с его корпусом; в этом деле Николаев был ранен.
Награждённый 3 июня 1813 года золотой саблей с надписью «За храбрость» и переведённый в собственный Его Величества конвой, Николаев в Заграничных кампаниях 1813 и 1814 годов продолжал принимать участие в сражениях с французами под Люценом, Бауценом, Лейпцигом и других, а также отличился при взятии Парижа.
По возвращении в Россию Николаев продолжал служить в рядах Донского казачьего войска. В 1816 году был произведён в штабс-ротмистры, в 1819 — в ротмистры, в 1820 — в подполковники, в 1823 — в полковники. В 1833-1836 годах являлся командиром лейб-гвардии Казачьего Его Величества полка, причём 25 июня 1831 года получил чин генерал-майора. 1 декабря 1835 года за беспорочную выслугу 25 лет в офицерских чинах он был награждён орденом Святого Георгия 4-й степени (№ 5109 по кавалерскому списку Григоровича — Степанова). В 1833—1835 годах занимал пост начальника штаба Войска Донского.
В 1836 году он был назначен походным атаманом Донских казачьих полков, расположенных на Кавказской линии. Затем Николаеву были подчинены и находившиеся на Кавказе Черноморские № 1 и 2 полки, а 31 октября 1837 года состоялось его назначение наказным атаманом Кавказского линейного казачьего войска. Эту должность он занимал почти до смерти и оставил по себе память энергичного администратора. В течение более чем 11-летнего управления кавказским казачьим войском Николаев много заботился о внутреннем его благоустройстве и создал правильную строевую организацию действующих частей. За отличие в боях с мятежными горцами 27 января 1840 года он был награждён орденом Святой Анны 1-й степени. 11 апреля 1843 года Николаев был произведён в генерал-лейтенанты.
Умер 16 февраля 1849 года в Ставрополе и был похоронен в церкви станицы Михайловской.

## Семья
- Женат был на Евдокии Петровне Бартелишановой
- Сын Пётр также служил в лейб-гвардии Казачьем полку и был генерал-лейтенантом

## Отзывы современников
Григорий Иванович Филипсон в своих воспоминаниях о службе на Кавказе сообщает, что Николаев был раскольником и тайно держался старой веры.

## Награды
- Орден Святой Анны 4-й степени (1812)
- Золотая сабля с надписью «За храбрость» (03.06.1813)
- Орден Святой Анны 2-й степени (17.09.1814)
- Орден Святого Владимира 3-й степени (06.01.1826)
- Алмазные знаки к ордену Святой Анны 2-й степени (22.08.1826)
- Знак отличия за военное достоинство 2-й степени (1831)
- Орден Святого Георгия 4-й степени (01.12.1835)
- Орден Святого Станислава 1-й степени (31.10.1837)
- Орден Святой Анны 1-й степени (27.01.1840)
- Императорская корона к ордену Святой Анны 1-й степени (07.04.1846)

## Общественное признание
Бюст в Михайловске. Открыт в 2024 году